# مرتفعات شاهر (بني ضبيان)

تعديل مصدري - تعديل

مرتفعات شاهر هي إحدى قرى عزلة بني ضبيان بمديرية بني ضبيان التابعة لمحافظة صنعاء، بلغ تعداد سكانها 113 نسمة حسب تعداد اليمن لعام 2004.